# Gildippe ed Odoardo
Gildippe ed Odoardo és una òpera en tres actes composta per Carl Otto Nicolai sobre un llibret italià de Temistocle Solera. S'estrenà al Teatro Carlo Felice de Gènova el 26 de desembre de 1840. Més endavant fou representada a La Scala de Milà, després d'haver pogut presenciar Il templario.

## Repartiment estrena
- Raffaele Ferlotti: Guido
- Antonietta Rainieri Marini: Gildippe
- Catone Lonati: Odoardo
- Annibale Statuti: Idelfonso
- Teresa Gramostini Saetti: Elvira[4]